# Joseph Murumbi
Joseph Zuzarte Murumbi (18 de juny de 1911 – 22 de juny de 1990) va ser un polític kenyà que va ser ministre d'Afers Exteriors de la República de Kenya de 1964 a 1966, i el segon vicepresident del país entre maig i desembre de 1966.

## Primers anys de vida
Va néixer amb el nom de Joseph Murumbi-Zuzarte. Era el fill il·legítim d'un comerciant de Goa, Peter Nicholas Zuzarte, i la filla d'un curandero massai. Els seus pares es van separar quan ell era un nen petit. El seu pare es va casar amb una vídua de Goa anomenada Ezalda Clara Albuquerque, que ja tenia nou fills. Després va ser enviat a l'Índia per a la seva escolarització quan tenia sis anys. Va anar a l'Escola del Convent del Bon Pastor i en acabat a l'Institut de Sant Josep, tots dos a Bangalore. Va completar els seus estudis a l'Institut Europeu de Sant Pancràs a Bellary.

## Carrera política
Després de tornar d'Anglaterra a Kenya, on havia treballat com a traductor per a l'ambaixada del Marroc a Londres, Murumbi es va convertir en membre del partit polític de la Unió Africana de Kenya, enmig d'una efervescència política a l'Àfrica oriental provocada per l'inici de la retirada de l'Imperi Britànic del continent africà. La declaració de l'estat d'emergència a Kenya el 20 d'octubre de 1952 va acabar amb la detenció d'alts càrrecs de la direcció de la Unió Africana de Kenya, i Murumbi es va trobar al centre de la direcció del partit com a secretari general en funcions. Va tenir un paper clau a l'hora d'aconseguir assessorament legal per als detinguts en l'estat d'emergència i, juntament amb Pio Gama Pinto, va criticar la continuïtat del domini imperial britànic a Kenya a través de diaris indis com el Chronicle.

## Carrera ministerial
Després que Kenya s'independitzés del domini imperial britànic el 1963, Murumbi va participar en la redacció de la seva primera constitució governamental i va ocupar el càrrec del seu ministre d'Afers Exteriors entre 1964 i 1966. Va recórrer el món per establir nombroses oficines d'ambaixadors a capitals estrangeres per la nació de nova creació. Posteriorment, va exercir com a vicepresident de la República en un govern liderat per Jomo Kenyatta el 1966 durant nou mesos. No obstant això, al voltant d'aquesta època Murumbi es va sentir inquiet amb el que va percebre com l'autoritarisme creixent de Kenyatta en el tracte amb els opositors polítics, i la creixent corrupció que va presenciar que es va desenvolupar ràpidament dins del nou ordre governamental de Kenya, i posteriorment les seves preocupacions es van confirmar quan Kenyatta va començar a utilitzar el poder governamental per participar en l'acaparament de terres a finals dels anys seixanta i setanta. Murumbi també es va distanciar encara més del nou ordre de govern de Kenya quan Pio Gama Pinto, un amic personal proper i mentor filosòfic polític clau de Murumbi, va ser assassinat l'abril de 1965 després que s'havia convertit en un crític públic. Com va dir Pheroze Nowrojee:
| « | L'assassinat de Pinto va il·lustrar a Murumbi fins a quin punt el nou govern s'havia allunyat de les seves promeses. El seu sentiment, evidentment, era que aquests no eren els principis pels quals tants havien patit, i la seva sortida (del nou ordre polític al poder) era només qüestió de temps. | » |

Després de dimitir del càrrec de vicepresident el novembre de 1966 a través del que es va anunciar oficialment aleshores com a causa de problemes de salut, Murumbi es va retirar de la política.

## Vida posterior
Després de deixar la política, Murumbi es va convertir en el president en funcions dels Arxius Nacionals de Kenya, i més tard va cofundar African Heritage amb Alan Donovan, que es va convertir en la galeria d'art panafricana més gran del continent.

## Mort
El 1982 es va ferir greument en una caiguda a casa seva i va dependre d'una cadira de rodes en els seus últims anys. Va morir el 22 de juny de 1990 quan tenia setanta-nou anys. El cos de Murumbi va ser enterrat al parc de la ciutat de Nairobi. La tomba no marcada va ser objecte d'abandonament, vandalisme i robatori a finals de la dècada de 1990 i principis de la dècada de 2000, i en un moment s'havia vist amenaçada de perdre'n el rastre del tot quan es va plantejar un projecte de desenvolupament d'edificis per al lloc de la tomba, fins que es va protegir amb la creació al seu voltant d'un jardí commemoratiu que porta el seu nom.

## Vida personal
Murumbi es va casar amb Shelia, una bibliotecària a qui va conèixer mentre era un exiliat polític de Kenya a Anglaterra a finals dels anys cinquanta. Posteriorment, van viure a Kenya en una finca al districte de Muthaiga. Va morir l'any 2000.

## Llegat
Va ser un àvid col·leccionista d'art i durant la seva vida va adquirir més de 50.000 llibres i feixos de correspondència oficial. Els Arxius Nacionals de Kenya van establir una biblioteca que conté alguns dels 8.000 llibres rars (publicats abans de 1900) que els van confiar després de la mort de Murumbi. Els Arxius Nacionals de Kenya també van crear la Galeria Murumbi dins del mateix edifici que mostra els diferents artefactes africans que va recollir al llarg de la seva vida.